# Mustafa Ali
 (juin 2021).
Pour les articles homonymes, voir Alam et Ali.
Adeel Alam (né le 28 mars 1986 à Bolingbrook (Illinois)) est un catcheur (lutteur professionnel) américain d'origine pakistanaise. Il travaille actuellement à la New Japan Pro Wrestling et la Total Nonstop Action Wrestling, sous le nom de Mustafa Ali.
Il est aussi connu pour son travail à la World Wrestling Entertainment (2016-2023), sous le même nom.

## Jeunesse
Alam étudie dans une université après le lycée avant de retourner à Homewood, une ville de la banlieue de Chicago, en 2007. Il y devient policier tout en continuant sa carrière de catcheur. En 2019, il quitte le métier de la police.

## Carrière de catcheur

### Circuit indépendant (2003-2016)
Alam commence sa carrière de catcheur dans diverses fédérations de l'Illinois. Il lutte alors sous le nom de Prince Mustafa Ali et décide d'être un face afin de donner une bonne image des pakistanais au public.
Il commence à lutter en dehors du midwest à partir de 2009 et remporte le championnat des poids mi-lourd de la Jersey All Pro Wrestling (JAPW) le 24 janvier après sa victoire face à Flip Kendrick, Louis Lyndon et The Amazing Red. Kendrick met fin à son règne le 28 mars. Il fait aussi un bref passage à la Chikara le 14 août où il participe au tournoi Young Lions Cup VII et se fait éliminer au premier tour par Lince Dorado.

### World Wrestling Entertainment (2016-2023)

#### Cruiserweight Classic & NXT (2016)
Le 25 juin 2016, après le forfait du catcheur brésilien Zumbi au Cruiserweight Classic à cause d'un problème de visa, la WWE annonça Ali pour le remplacer. Le 20 juillet, Ali est éliminé du tournoi lors du premier tour par Lince Dorado. Le 17 août, Ali apparaît à NXT, où il fut vaincu par Hideo Itami. Le 28 septembre à NXT, Ali et Lince Dorado entrent dans le Dusty Rhodes Tag Team Classic, où ils sont éliminés au premier tour par Kota Ibushi & TJ Perkins.

#### 205 Live(2016-2018)
Le 13 décembre 2016 à 205 Live, il fait ses débuts en tant que Heel, ainsi que son premier match face à Lince Dorado, mais son combat contre ce dernier se termine en Double Count Out. Quatorze soirs plus tard à 205 Live, il effectue un Face Turn et bat John Yurnet.
Le 8 avril 2018 lors du pré-show à WrestleMania 34, il ne remporte pas le titre Cruiserweight de la WWE, battu par Cedric Alexander en finale du tournoi. 
Le 18 novembre aux Survivor Series, il ne remporte pas la ceinture, battu par Buddy Murphy.

#### SmackDown Live(2018-2020)
Le 11 décembre à SmackDown Live, il fait ses débuts dans le show bleu, ainsi que son premier match en perdant face au champion de la WWE, The New Daniel Bryan. Après le combat, il se fait attaquer par son adversaire. Le 19 décembre, il devient officiellement membre du roster du show bleu.
Le 10 mars 2019 à Fastlane, il ne remporte pas le titre de la WWE, battu par son même adversaire dans un Triple Threat match, qui inclut également Kevin Owens.
Le 7 juin à Super ShowDown, il ne remporte pas la 50-Man Battle Royal, gagnée par Mansoor.
Le 31 octobre à Crown Jewel, l'équipe d'Hulk Hogan, dont il fait partie, bat celle de Ric Flair dans un 10-Man Tag Team match. Le 24 novembre aux Survivor Series, l'équipe SmackDown, dont il fait partie, bat celles de Raw et NXT dans un Man's 5-on-5 Traditional Survivor Series Triple Threat Elimination Tag Team match.

#### Draft àRaw, leader de RETRIBUTION (2020-2021)
Le 20 juillet 2020 à Raw, il fait ses débuts dans le show rouge, ainsi que son premier match aux côtés de Cedric Alexander et Ricochet. Ensemble, les trois hommes battent Bobby Lashley, MVP et Shelton Benjamin dans un 6-Man Tag Team match.
Le 12 octobre à Raw, il rejoint officiellement le show rouge. MVP propose à Apollo Crews, Ricochet et lui de rejoindre son clan, mais les trois hommes refusent catégoriquement. Plus tard dans la soirée, son combat face à ce dernier est interrompu par le clan RETRIBUTION. Il effectue alors un Heel Turn en ordonnant aux membres de ce clan d'attaquer son adversaire, ainsi que les deux autres membres du Hurt Business venus aider le second, ce qui révèle son leadership au sein du clan ennemi.
Le 31 janvier 2021 au Royal Rumble, il entre dans le Royal Rumble masculin en 4e position, élimine Xavier Woods avant d'être lui-même éliminé par Big E. Le 21 février lors du pré-show à Elimination Chamber, il ne s'ajoute pas dans le Triple Threat match pour le titre des États-Unis de la WWE, battu par John Morrison dans un Fatal 4-Way match, qui inclut également Elias et Ricochet. Le 4 mars, il annonce sur Twitter être blessé. Le 21 mars lors du pré-show à Fastlane, il ne remporte pas le titre des États-Unis de la WWE, battu par Riddle. Après le combat, il agresse verbalement ses subordonnés, mais Mace et T-BAR lui portent un Double Chokeslam, ce qui fait qu'il perd sa légitimité de leader et provoque la dissolution du clan.
Le 9 avril à SmackDown special WrestleMania, il ne remporte pas la Andre the Giant Memorial Battle Royal, gagnée par Jey Uso.

#### Retour àSmackDown,Raw,NXTet départ (2021-2023)
Le 5 octobre, il est annoncé être officiellement transféré au show bleu[réf. nécessaire]. Le 21 octobre à Crown Jewel, il perd face à Mansoor.
Le 25 avril 2022 à Raw, il fait son retour après six mois d'absence, en tant que Face, en interrompant le MizTV du Miz, et souhaite affronter Theory dans un match pour le titre des États-Unis de la WWE, qui refuse. Il bat ensuite le Miz. Le 5 juin à Hell in a Cell, il ne remporte pas le titre des États-Unis de la WWE, battu par Theory.
Le 27 mai 2023 à Night of Champions, il ne remporte pas le titre Intercontinental de la WWE, battu par Gunther.
Le 30 juillet à NXT: The Great American Bash, il ne remporte pas le titre Nord-Américain de NXT, battu par "Dirty" Dominik Mysterio dans un Triple Threat match qui inclut également Wes Lee.
Le 21 septembre, il est licencié par la compagnie, à la suite de la fusion avec TKO.

### New Japan Pro Wrestling (2024-...)
Le 13 janvier 2024 à Battle in the Valley, il fait ses débuts à la New Japan Pro Wrestling dans une vidéo promotionnelle, où il annonce défier Hiromu Takahashi dans un match à Windy City Riot.
Le 12 avril à Windy City Riot, il dispute son premier match et bat le Japonais. Le 11 mai à Resurgence, il bat Lio Rush.

### Total Nonstop Action Wrestling (2024-...)
Le 25 janvier 2024 à TNA Impact!, il fait ses débuts à la Total Nonstop Action Wrestling en tant que Heel, dans une vidéo promotionnelle où il annonce rejoindre la compagnie. Le 24 février à No Surrender, il dispute son premier match, devient le nouveau champion X Division de la TNA en battant Chris Sabin, remporte le titre pour la première fois de sa carrière et son premier titre personnel. Le 8 mars à Sacrifice, Grizzled Young Vets (James Drake et Zack Gibson) et lui battent Time Machine (Alex Shelley, son même adversaire et Kushida) dans un 6-Man Tag Team match. 
Le 20 avril à Rebellion, il conserve son titre en battant Jake Something. Le 3 mai à Under Siege, il conserve son titre en battant Ace Austin. Le 14 juin à Against All Odds, il conserve son titre en battant Trent Seven par soumission. 
Le 21 juillet à Slammiversary, il ne conserve pas sa ceinture, battu par Mike Bailey par soumission, ce qui met fin à un règne de 190 jours.

## Palmarès
- Dreamwave
  - 1 fois Dreamwave Alternative Championship
  - 1 fois Dreamwave Heavyweight Championship
- Freelance Wrestling
  - 1 fois FW Championship
- Jersey All Pro Wrestling
  - 1 fois JAPW Light Heavyweight Championship
- Proving Ground Pro
  - 1 fois PGP Franchise Championship
- Total Nonstop Action Wrestling
  - 1 fois Champion X Division de la TNA

## Récompenses des magazines
- Pro Wrestling Illustrated

| Année | 2009 | 2010 à 2016 | 2017 | 2018 | 2019 | 2020 | 2021 | 2022       | 2023 | 2024 |
| ----- | ---- | ----------- | ---- | ---- | ---- | ---- | ---- | ---------- | ---- | ---- |
| Rang  | 312  | Non classé  | 237  | 112  | 55   | 251  | 128  | Non classé | 108  | 19   |

## Vie privée
Il est de confession musulmane, en couple et marié avec Uzma Sed depuis 2011. Il est aussi père de 3 enfants : deux filles et un garçon. En dehors du catch, il travaille également pour la police de Chicago. En 2019, il quitte le métier de la police.